# Guillaume Cizeron
Guillaume Cizeron (Montbrison, 12 november 1994) is een Frans kunstschaatser die actief is in de discipline ijsdansen. Cizeron en zijn schaatspartner Gabriella Papadakis zijn vijfvoudig Europees- en viervoudig wereldkampioen.

## Biografie

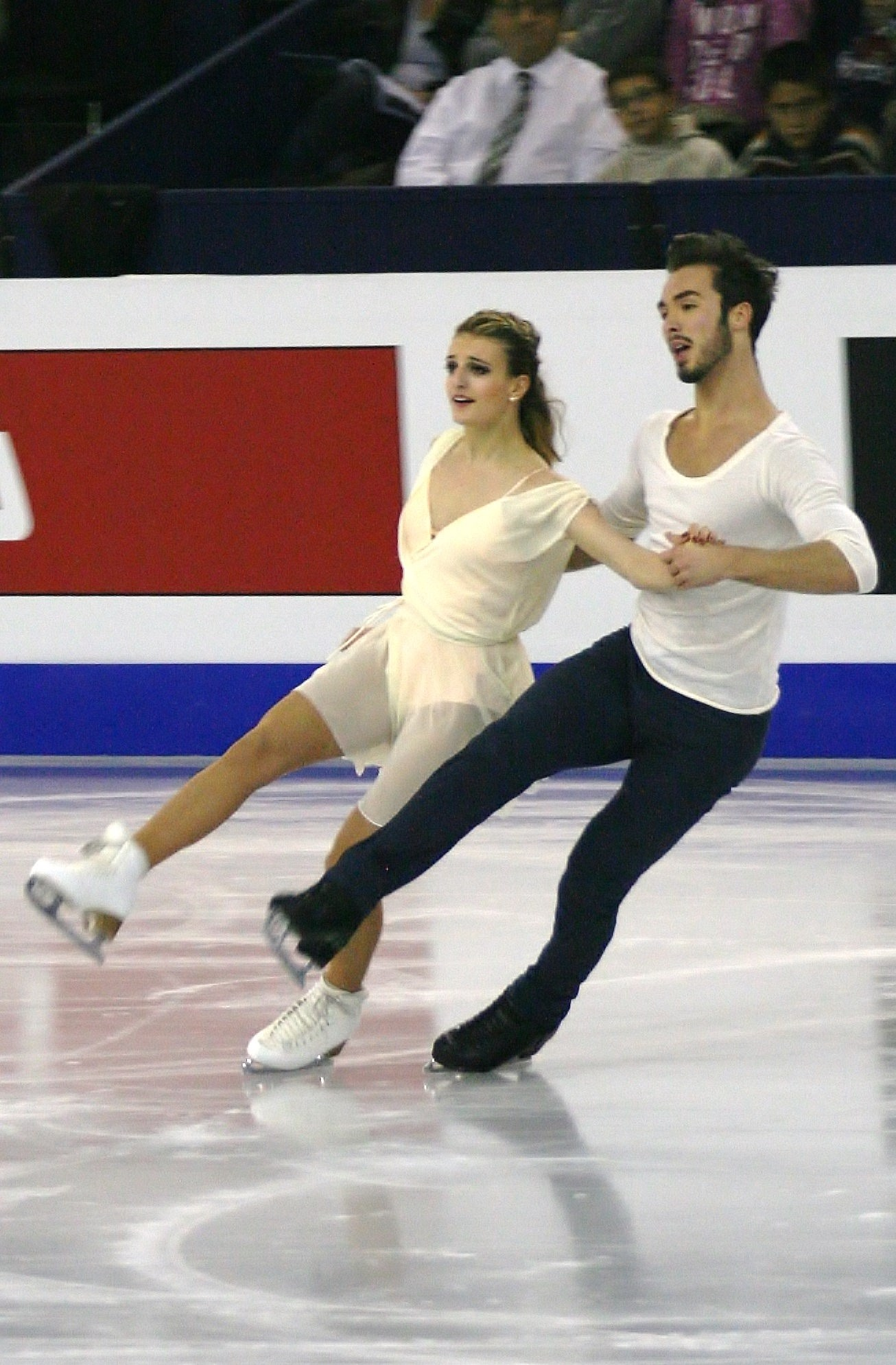
Cizeron en Papadakis tijdens de Grand Prix-finale in 2014

Cizeron begon in 2003 met kunstschaatsen. Hij ging rond zijn negende of tiende jaar, na een suggestie van haar moeder, schaatsen met Gabriella Papadakis. Het paar debuteerde in het seizoen 2009/10 in Junior Grand Prix-wedstrijden. Bij hun eerste drie deelnames aan de WK voor junioren eindigden ze op de 22e, 12e en 5e plek.
In 2012 besloten de twee niet langer verder te gaan met Papadakis' moeder als coach en verhuisden ze naar Lyon. Daar gingen ze trainen met hun nieuwe trainers Muriel Zazoui, Romain Haguenauer en Olivier Schoenfelder. Ze veroverden in het seizoen 2012/13 zilver bij de Junior Grand Prix-finale en bij de WK junioren. Beide keren eindigden Papadakis en Cizeron achter het Russische paar Aleksandra Stepanova / Ivan Boekin.
Het duo maakte het jaar erop hun debuut bij de senioren. Ze mochten Nathalie Péchalat en Fabian Bourzat bij de EK en de WK vervangen toen deze zich hiervoor afmeldden. Papadakis en Cizeron werden er respectievelijk vijftiende en dertiende. In juli 2014 verhuisden ze gelijktijdig met hun coach Haguenauer naar Montreal, Canada. Marie-France Dubreuil, Patrice Lauzon en Pascal Denis gingen Haguenauer daar ondersteunen als trainers van het jonge paar. De resultaten waren al spoedig zichtbaar: na de bronzen medaille bij de Grand Prix-finale in december 2014, werden Papadakis en Cizeron in 2015 én in 2016 zowel Europees- als wereldkampioen bij het ijsdansen. Ook in 2017 werden ze Europees kampioen, terwijl ze de zilveren medaille bij het WK 2017 wonnen, achter Tessa Virtue / Scott Moir.
Tijdens de Olympische winterspelen in Pyeongchang, Zuid-Korea in 2018, eindigden Papadakis/Cizeron op een tweede plaats waarbij Papadakis tijdens de kür last had van haar outfit. Ze eindigden het seizoen als wereldkampioen waarin zij drie maal een wereldrecord behaalden in de korte dans, vrije dans en algemene dansuitvoering.
Tijdens het seizoen 2018-2019 moest het koppel zich terugtrekken bij de Franse kampioenschappen kunstrijden vanwege een rugblessure bij Cizeron. Bij de laatste van de zes nationale kampioenschappen dat jaar in Grenoble wonnen Papadakis/Cizeron goud en behaalden nieuwe wereldrecords op alle drie de programma's. In 2019 won het koppel in de vijfde keer op rij Europese kampioenschappen. In 2020 gingen de wereldkampioenschappen vanwege de corona-pandemie niet door.
Papadakis/Cizeron namen deel aan de Olympische winterspelen van 2022 in Beijing, China. Zij behaalden met een recordbrekende ritmedansscore van 90,83, 1,98 punten voorsprong op de Russische rivalen Viktoria Sinitsina/Nikita Katsalapov op de tweede plaats.
Na het beëidingen van zijn partnerschap met Papadakis op 3 december, 2024, kondigde Cizeron op 2 maart 2025 via instagram aan een nieuwe ijsdanspartner te hebben: Laurence Fournier Beaudry.

## Belangrijke resultaten
| Kampioenschap                                        | 09/10 | 10/11 | 11/12 | 12/13  | 13/14         | 14/15         | 15/16         | 16/17         | 17/18         | 18/19         | 19/20         | 20/21         | 21/22         |
| ---------------------------------------------------- | ----- | ----- | ----- | ------ | ------------- | ------------- | ------------- | ------------- | ------------- | ------------- | ------------- | ------------- | ------------- |
| Olympische Spelen                                    |       |       |       |        |               |               |               |               | Zilver        |               |               |               | Goud          |
| Wereldkampioenschap                                  |       |       |       |        | 13e           | Goud          | Goud          | Zilver        | Goud          | Goud          | *             |               |               |
| Europees kampioenschap                               |       |       |       |        | 15e           | Goud          | Goud          | Goud          | Goud          | Goud          | Zilver        |               |               |
| Grand Prix-finale                                    |       |       |       |        |               | Brons         |               | Zilver        | Goud          |               | Goud          |               |               |
| Nationaal kampioenschap                              |       |       |       |        | Zilver        | Goud          | Goud          | Goud          | Goud          | Goud          | Goud          | Goud          |               |
| WK junioren                                          | 22e   | 12e   | 5e    | Zilver | geen deelname | geen deelname | geen deelname | geen deelname | geen deelname | geen deelname | geen deelname | geen deelname | geen deelname |
| Junior Grand Prix-finale                             |       |       |       | Zilver | geen deelname | geen deelname | geen deelname | geen deelname | geen deelname | geen deelname | geen deelname | geen deelname | geen deelname |
| NK junioren                                          | Goud  | Goud  |       | Goud   | geen deelname | geen deelname | geen deelname | geen deelname | geen deelname | geen deelname | geen deelname | geen deelname | geen deelname |
| * WK afgelast naar aanleiding van de coronapandemie. |       |       |       |        |               |               |               |               |               |               |               |               |               |

1976: Ljoedmila Pachomova / Aleksandr Gorsjkov ·
1980: Natalja Linitsjoek / Gennadi Karponossov ·
1984: Jayne Torvill / Christopher Dean ·
1988: Natalja Bestemjanova / Andrej Boekin ·
1992: Marina Klimova / Sergej Ponomarenko ·
1994: Oksana Grisjtsjoek / Jevgeni Platov ·
1998: Oksana Grisjtsjoek / Jevgeni Platov ·
2002: Marina Anissina / Gwendal Peizerat ·
2006: Tatjana Navka / Roman Kostomarov ·
2010: Tessa Virtue / Scott Moir ·
2014: Meryl Davis / Charlie White ·
2018: Tessa Virtue / Scott Moir ·
2022: Gabriella Papadakis / Guillaume Cizeron